# St. Johann Baptist (Eching)

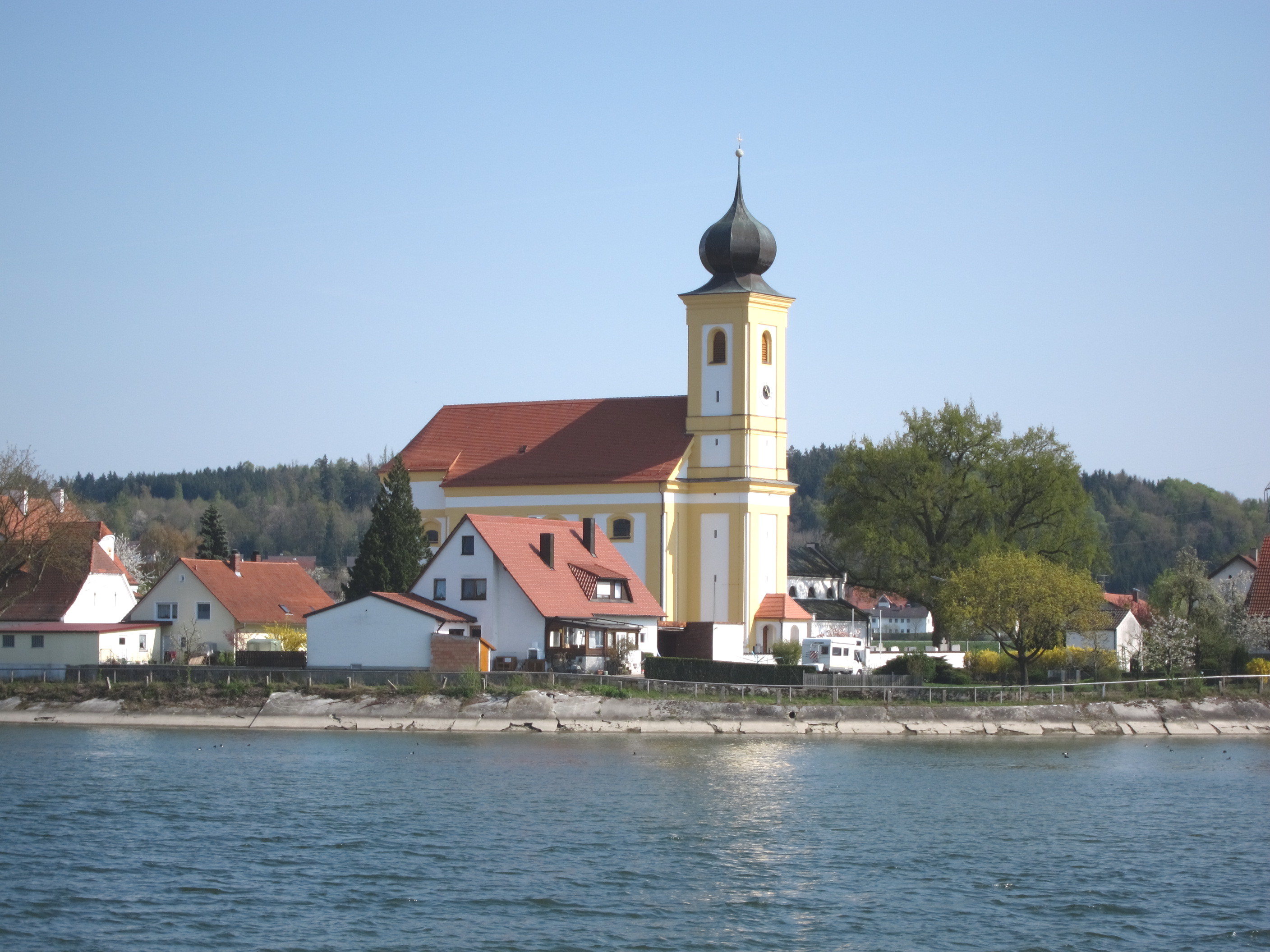
Außenansicht der Pfarrkirche St. Johann Baptist von Nordwesten

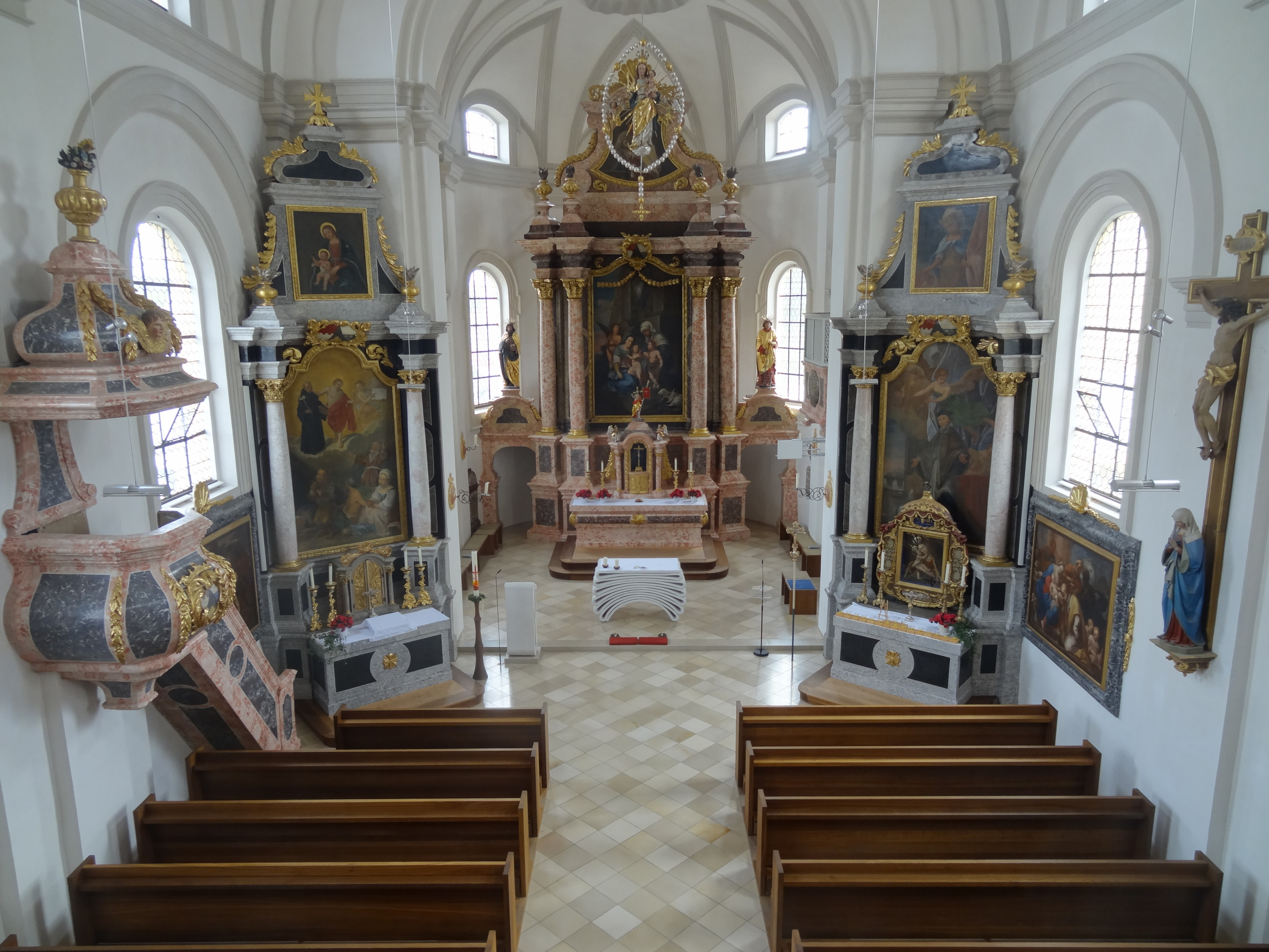
Innenraum

Die römisch-katholische Pfarrkirche St. Johann Baptist in Eching bei Landshut ist eine barocke Saalkirche in Niederbayern. Das Johannes dem Täufer (Gedenktag: 24. Juni) geweihte Gotteshaus ist als Baudenkmal mit der Nummer D-2-74-124-2 beim Bayerischen Landesamt für Denkmalpflege eingetragen.

## Lage
Die Pfarrkirche befindet sich in dem Weiler Eching in der Nähe des Echinger Stausees. Rund um den Bau befindet sich der Friedhof mit einer Ummauerung aus dem 18. oder 19. Jahrhundert. Auf diesem Gelände befindet sich unter anderem die basilikale Grabkapelle der Grafen von Preysing, welche 1891 im neoromanischen Stil errichtet wurde. Der Bau wird durch Lisenen und einen Rundbogenfries gegliedert.

## Geschichte
Eine Kirche mit dem Patrozinium Johann Baptist in der Ortschaft Eching wurde bereits im Jahr 816 unter Bischof Hitto von Freising erstmals erwähnt. Das Echinger Gotteshaus gehörte damals zu einer Gruppe von rund 30 besonders bischofsnahen Kirchen, die später größtenteils zu Pfarrkirchen wurden. Spätestens im 13. Jahrhundert wurde dem Bischof von Freising die Pfarrei Eching aber entzogen und das Besetzungsrecht an die bayerischen Herzöge übertragen. Im Zuge dessen wurde noch im 13. Jahrhundert der Pfarrsitz nach St. Martin in Landshut verlegt und Eching zum Vikariat degradiert. Als im Jahr 1598 das Kollegiatstift St. Kastulus von Moosburg nach Landshut verlegt wurde, wurde Eching in der Folgezeit wesentlich stärker vom Kollegiatstift abhängig als andere inkorporierte Pfarreien. Diese Abhängigkeit endete erst mit der Säkularisation und der Aufhebung des Kollegiatstifts im Jahr 1803.

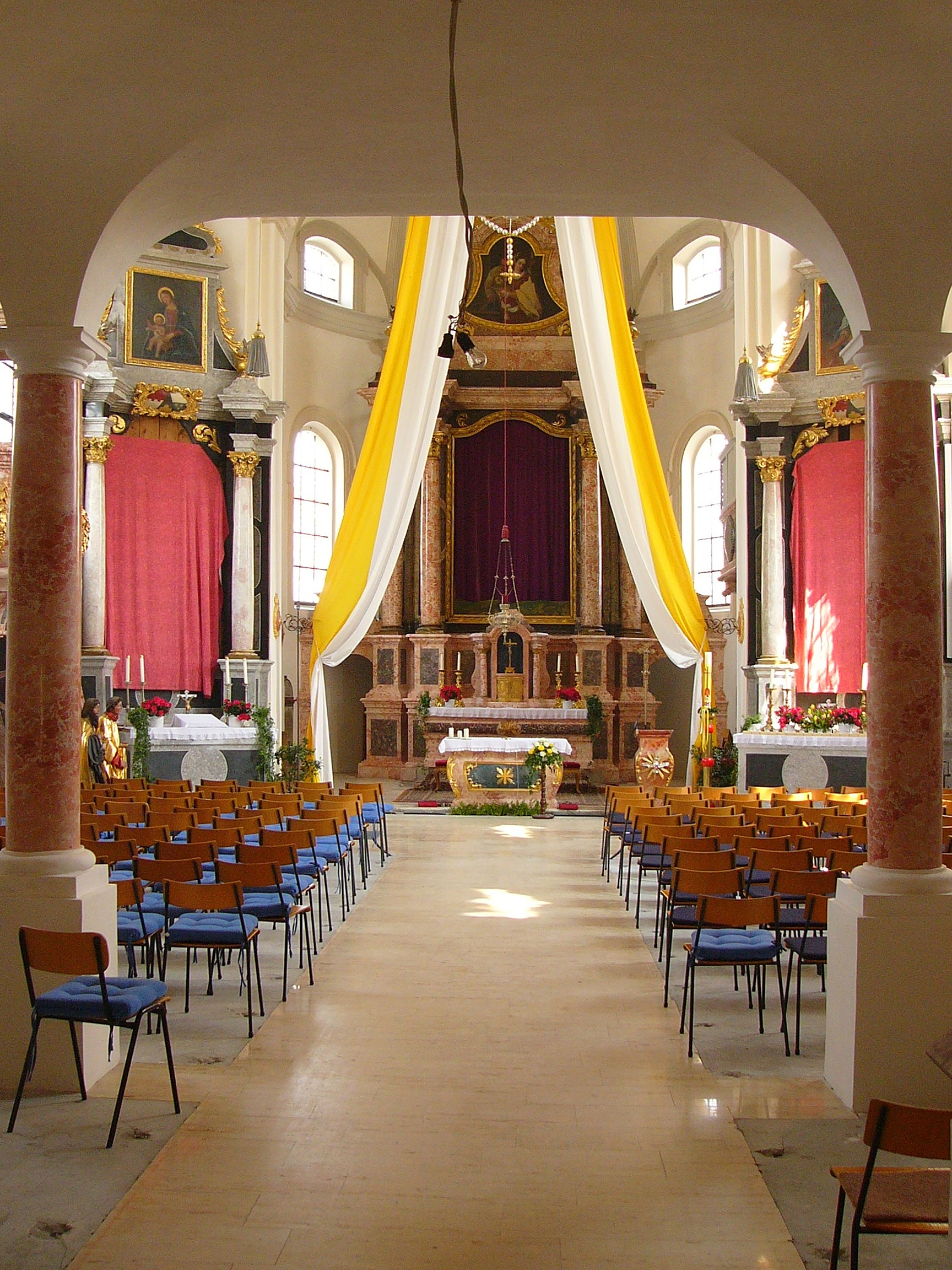
Innenansicht während der Renovierung (April 2013)

Der Vorgängerbau des heutigen Gotteshauses war möglicherweise eine gotische Kirche oder gar eine romanische Basilika, die direkt am Ufer der Isar stand. Seit 1577 ist eine ständige Bedrohung des Kirchenbaus durch Unterspülung bezeugt. Der Turm und Teile des Kirchenschiffs stürzten am 3. Juni 1702 durch Abspülungen infolge eines Hochwassers ein. Bereits 1694 hatte man sich für einen Neubau in sicherer Entfernung vom Fluss entschieden, der aber 1702 noch an der Finanzierung gescheitert war. Nach dem Einsturz der alten Kirche verzögerte sich die Planung eines Neubaus wegen des Spanischen Erbfolgekrieges, der in Bayern große Not und Armut verursachte. So konnte 1706 mit den Planung und 1708 mit dem Bau der heutigen Kirche begonnen werden, die vollständig vom Kollegiatstift in Landshut finanziert wurde. Der weiter von der Isar entfernte Bauplatz wurde am 28. März 1708 ausgesteckt, die Bauarbeiten unter dem Landshuter Stadtbaumeister Wolfgang Echam und dem Hofzimmerermeister Wolf Egkhart zogen sich bis zum Jahr 1710 hin; zuletzt wurden dabei Sakristei und Oratorium angebaut. Die einheitlich barocke Innenausstattung geht auf eine Stiftung der Grafen von Preysing-Hohenaschau zurück.
Von 1921 bis 1929 wurde der Echinger Stausee gebaut, dessen Ufer rund 50 Meter von die Kirche entfernt ist.
Im Jahr 2011 konnte das 300-jährige Kirchenjubiläum gefeiert werden. Im September 2013 wurde eine mehrjährige Gesamtrenovierung der Kirche abgeschlossen. Dabei erhielt das Gotteshaus den ersten vollständig aus Keramik gefertigten Altar Deutschlands als neuen Volksaltar. Ferner wurde bei der Renovierung die ursprüngliche Kalkfassung der Innenwände freigelegt, sodass das Erscheinungsbild des Gotteshauses wieder weitgehend dem früheren Aussehen entspricht. Der Boden wurde mit Solnhofer Platten ausgelegt, als Gestühl wurden neue dunkel geräucherte Eichenholzbänke angeschafft.

## Architektur

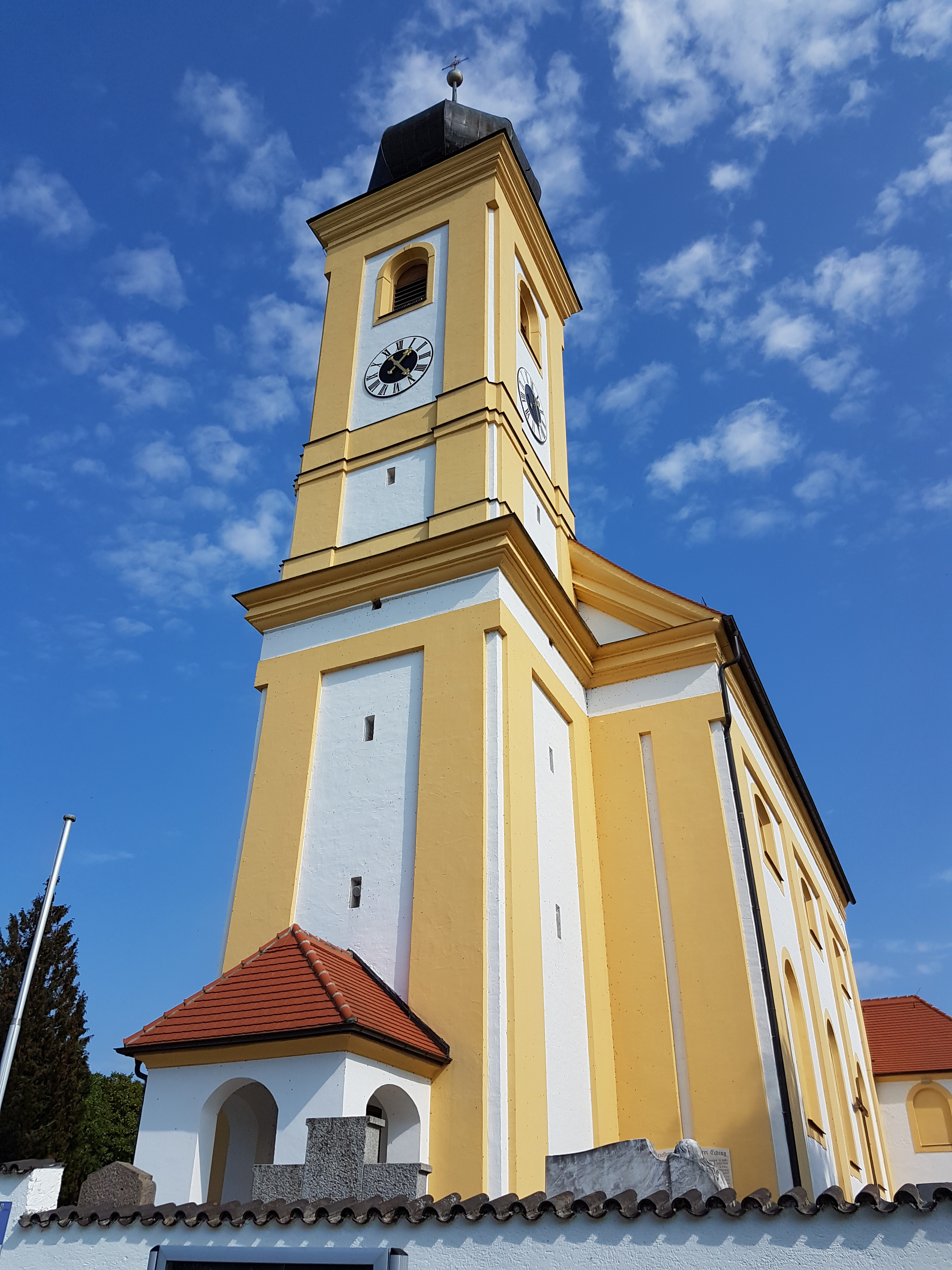
Westturm

### Außenbau
Die barocke Saalkirche besitzt einen eingezogenen Chor mit einem Joch und eine halbkreisförmige Apsis. Das gleich hohe Langhaus umfasst drei Joche. Die Sakristei ist südlich an den Chorraum angebaut; im Obergeschoss befindet sich ein Oratorium. Der Außenbau durch einen umlaufenden Sockel und breite, gelb getünchte Lisenen, die sich kontrastreich von den weißen Wandrücklagen abheben, gegliedert. Die Fensteröffnungen sind rundbogig ausgeführt; darüber befinden sich jeweils kleinere segmentbogig abschließende Fenster.
Der westlich über quadratischem Grundriss angebaute Turm weist die gleichen Gliederungselemente auf der übrige Bau. Anstelle von Fenstern gibt es nur schmale Lichtschlitze. Der Turm ist auf halber Höhe durch ein kräftiges Gurtgesims abgesetzt. Knapp darüber ist ein horizontales Lisenenband angeordnet, welches zum Glockengeschoss überleitet. Dieses weist mehrere Turmuhren und allseitige, rundbogige Schallöffnungen auf. Den oberen Abschluss bildet eine Zwiebelhaube mit Kugel und Kreuz.

### Innenraum
Durch das Erdgeschoss des Turmes erfolgt der Zugang zum Innenraum, der von einer Stichkappentonne überwölbt wird. Die einzelnen Joche werden durch breite Gurtbögen separiert. Diese ruhen auf kräftigen Pilastern, die zudem ein umlaufendes, mehrfach profiliertes Gesimsband tragen. Im rückwärtigen Langhausjoch ist eine Doppelempore eingezogen. Auffällig ist die strenge Anwendung von Formen des italienischen Barock, die sich insbesondere in der Weite des Raumes und den schönen Proportionen manifestiert.

## Ausstattung

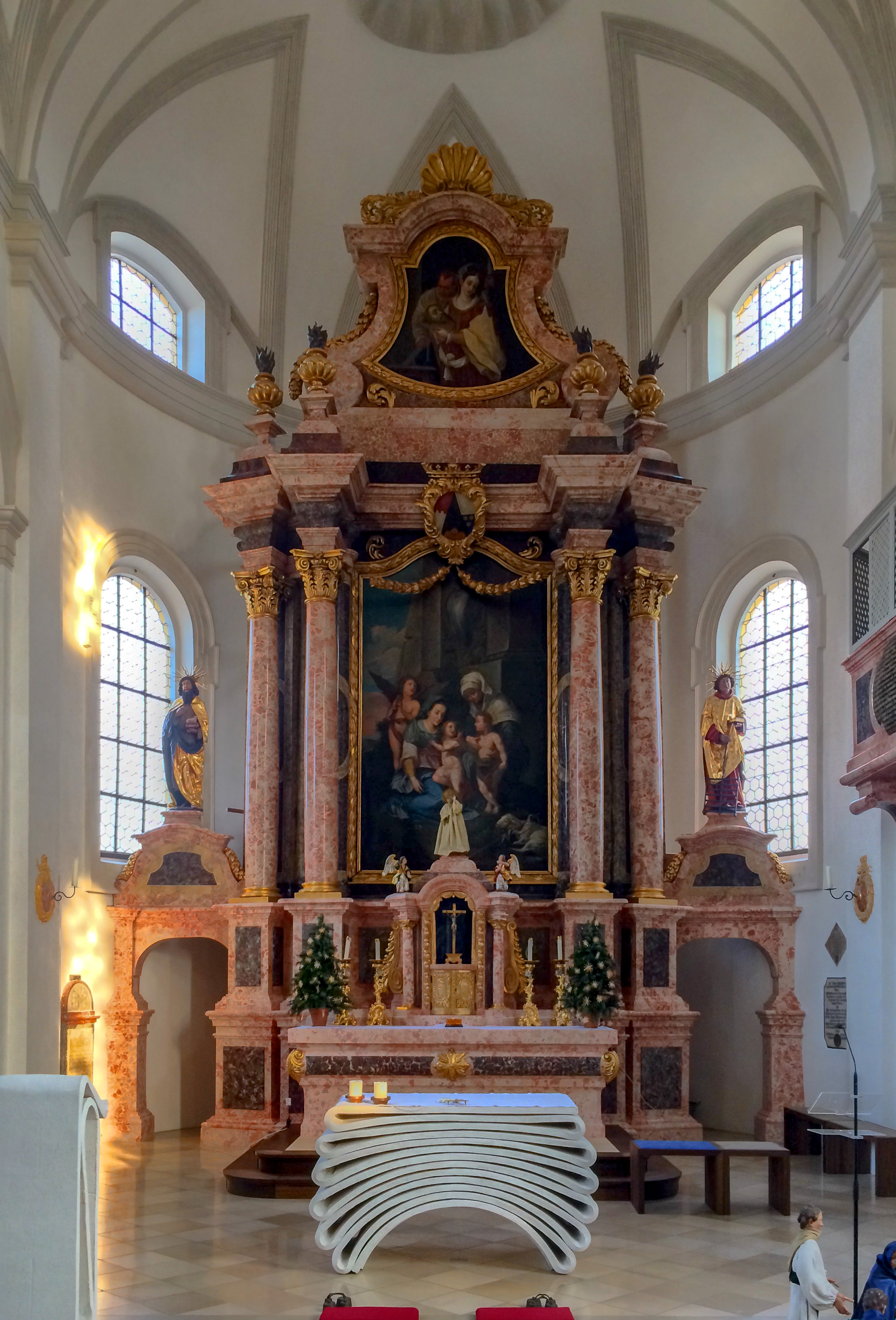
Altarraum

Wesentliche Teile der überwiegend barocken Kirchenausstattung – die drei Altäre, die Kanzel und der fünfteilige Gemäldezyklus mit Szenen aus dem Leben Jesu – sind eine Stiftung von Maximilian Johann Franz Graf von Preysing aus dem Jahr 1711, wie eine Inschrifttafel an der Südwand des Chorraums bezeugt. Die Wappen der Adelsfamilie sind an den Altären und an der Kanzel zu sehen.

### Altäre
Der viersäulige Stuckmarmorhochaltar enthält ein Altarblatt von 1708 mit einer Darstellung von Maria mit dem Jesuskind und dem Kirchenpatron Johannes dem Täufer. Im Auszug ist wiederum eine Darstellung Johannes’ des Täufers zu sehen. Über den seitlichen Durchgängen befinden sich beinahe lebensgroße Figuren des Kirchenpatrons Johannes (links) und des heiligen Laurentius (rechts) aus der Zeit um 1500. Die beiden zweisäuligen Seitenaltäre sind als Pendants angelegt.
Der nach dem Zweiten Vatikanischen Konzil in Anlehnung an den Hochaltarstipes geschaffene Volksaltar wurde bei letzten großen Renovierungsmaßnahme 2013 durch einen modernen Keramikaltar ersetzt. Seine Struktur ist dem barocken Faltenwurf nachempfunden und fügt sich daher gut in die übrige Kirchenausstattung ein. Im gleichen Stil ist auch der neue Ambo ausgeführt.

### Kanzel

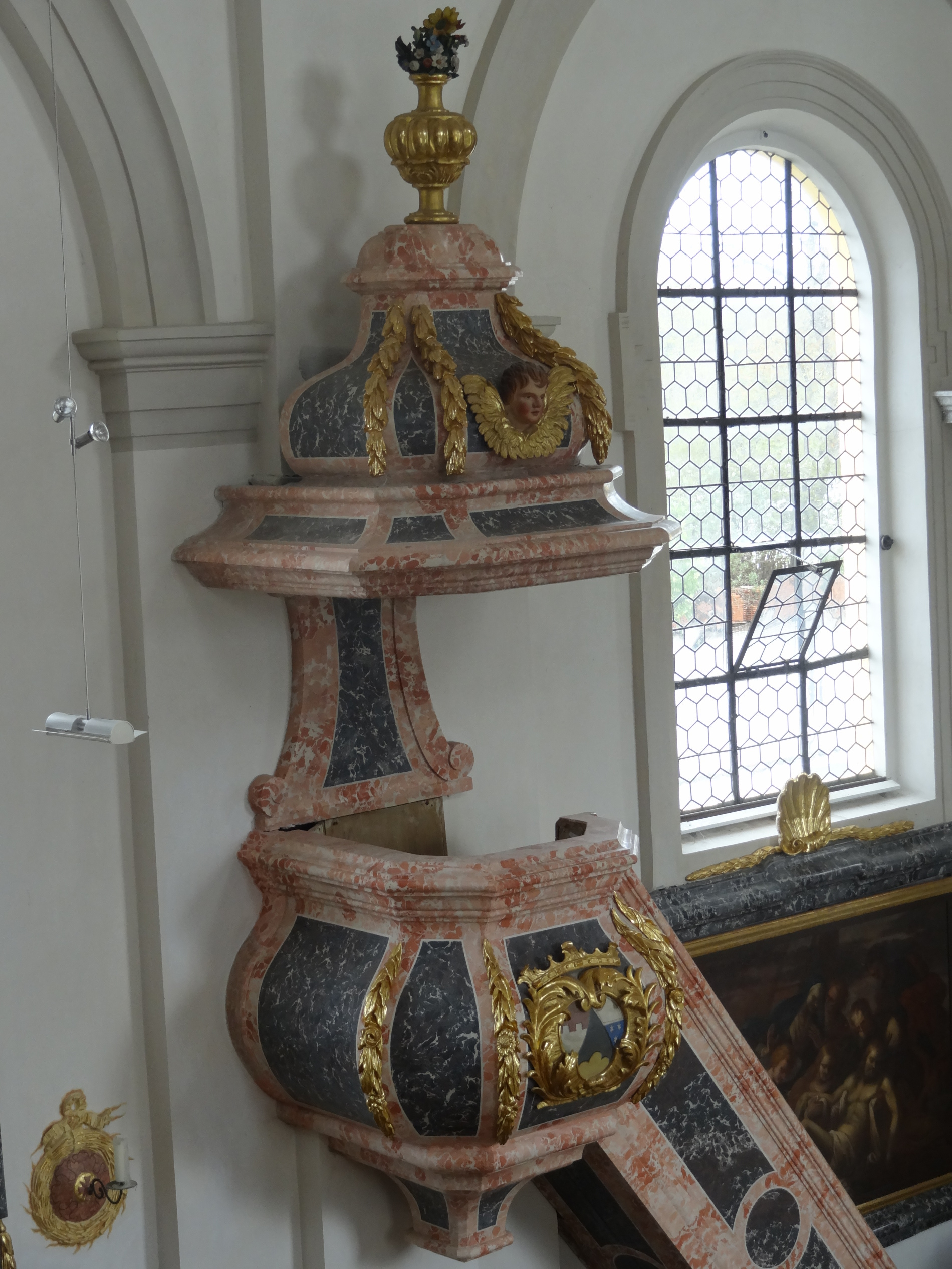
Kanzel

Die Kanzel auf der Nordseite des Langhauses weist einen polygonalen Korpus auf, der prominent mit dem Wappen der Preysing verziert ist. Auf der Unterseite des Schalldeckels befindet sich eine Darstellung der Heilig-Geist-Taube, obenauf eine Puttenkopf und eine barocke Vase.

### Übrige Ausstattung
An den Wänden im Chor und Langhaus sind fünf große barocke Gemäldetafeln in Öl auf Leinwand angebracht, die Szenen aus dem Leben Jesu nacherzählen: die Anbetung der Heiligen Drei Könige, die Flucht nach Ägypten, die Kreuztragung Christi, die Grablegung Christi und das Emmausmahl. Am qualitätvollsten sind das erste und dritte Gemälde. Alle fünf Bilder stammen aus dem frühen 18. Jahrhundert und sind wie die Altäre und die Kanzel Teil der Preysing’schen Stiftung.
Im rückwärtigen Langhausjoch, also unterhalb der Empore, befinden sich zwei Renaissance-Epitaphien für Angehörige der Adelsfamilie Preysing aus dem 16. Jahrhundert. Diese wurden aus dem Vorgängerbau übernommen. Das ältere ist mit der Jahreszahl 1531 bezeichnet und wurde im Stile Stefan Rottalers, möglicherweise von ihm selbst, ausgeführt. Es ist 2,30 Meter hoch und 1,56 Meter breit. Zwischen verschiedenen Inschriften befindet sich das Ehewappen mit Helmzier des Hanns von Preysing und seiner Gattin Dorothea, die in der Karwoche des Jahres 1531 verstarb. Es ist an der Nordwand des Langhauses angebracht. An der gegenüberliegenden Mauer befindet sich ein weiteres Grabmal, das dem 1550 verstorbenen Erasmus von Preysing und seiner Gattin Anna gewidmet ist. Es zeigt ebenfalls das Ehewappen mit Helmzier. Das Epitaph ist allerdings mit 1,30 × 0,93 Meter deutlich kleiner als sein Pendant.

### Orgel
Die Orgel wurde im Jahr 1907 von Ignaz Weise aus Plattling geschaffen. Das pneumatische Kegelladeninstrument mit freistehendem Spieltisch ist in einem neobarocken Prospekt untergebracht. Es umfasst zwölf Register, die sich auf zwei Manuale und Pedal aufteilen. Die Disposition lautet wie folgt:
| I Manual C–f3 |              |                   |
| 1.            | Principal    | 8′                |
| 2.            | Gamba        | 8′                |
| 3.            | Gedackt      | 8′                |
| 4.            | Clarinette   | 8′ (Transmission) |
| 5.            | Traversflöte | 4′                |
| 6.            | Mixtur IV    | 2 ⁄3′             |

| II Manual C–f3 |                  |    |
| 7.             | Salicional       | 8′ |
| 8.             | Aeoline          | 8′ |
| 9.             | Vox coelestis    | 8′ |
| 10.            | Lieblich Gedeckt | 8′ |

| Pedal C–d1 |           |     |
| 11.        | Subbaß    | 16′ |
| 12.        | Violonbaß | 8′  |

- Koppeln: II/I, II/P, I/P, Super I, Super II, Super II/I, Sub II/I